# Abraham Attobrah
Asiedu Abraham Attobrah (Ghana, 15 marzo 1995) è un ex calciatore ghanese, di ruolo centrocampista.

## Caratteristiche tecniche
È un esterno destro.

## Carriera

### Club
Ha giocato nella prima divisione ghanese, in quella belga, in quella libica ed in quella irachena.

### Nazionale
Nel 2015 è stato convocato dalla nazionale Under-20 ghanese per disputare i mondiali di categoria.
Nel 2014 è stato finalista perdente del Campionato delle nazioni africane.

## Statistiche

### Cronologia presenze e reti in nazionale
| Cronologia completa delle presenze e delle reti in nazionale ― Ghana | Cronologia completa delle presenze e delle reti in nazionale ― Ghana | Cronologia completa delle presenze e delle reti in nazionale ― Ghana | Cronologia completa delle presenze e delle reti in nazionale ― Ghana | Cronologia completa delle presenze e delle reti in nazionale ― Ghana | Cronologia completa delle presenze e delle reti in nazionale ― Ghana | Cronologia completa delle presenze e delle reti in nazionale ― Ghana | Cronologia completa delle presenze e delle reti in nazionale ― Ghana |
| Data                                                                 | Città                                                                | In casa                                                              | Risultato                                                            | Ospiti                                                               | Competizione                                                         | Reti                                                                 | Note                                                                 |
| -------------------------------------------------------------------- | -------------------------------------------------------------------- | -------------------------------------------------------------------- | -------------------------------------------------------------------- | -------------------------------------------------------------------- | -------------------------------------------------------------------- | -------------------------------------------------------------------- | -------------------------------------------------------------------- |
| 21-1-2014                                                            | Bloemfontein                                                         | Etiopia                                                              | 0 – 1                                                                | Ghana                                                                | Campionato delle Nazioni Africane                                    | -                                                                    | 52’                                                                  |
| 26-1-2014                                                            | Bloemfontein                                                         | Ghana                                                                | 1 – 0                                                                | RD del Congo                                                         | Campionato delle Nazioni Africane                                    | -                                                                    | 53’                                                                  |
| 29-1-2014                                                            | Bloemfontein                                                         | Nigeria                                                              | 0 – 0 (1-4 dtr)                                                      | Ghana                                                                | Campionato delle Nazioni Africane                                    | -                                                                    |                                                                      |
| 1-2-2014                                                             | Bloemfontein                                                         | Libia                                                                | 0 – 0 (4-3 dtr)                                                      | Ghana                                                                | Campionato delle Nazioni Africane                                    | -                                                                    |                                                                      |
| Totale                                                               |                                                                      | Presenze                                                             | 4                                                                    |                                                                      | Reti                                                                 | 0                                                                    |                                                                      |